# Catedral de Tui

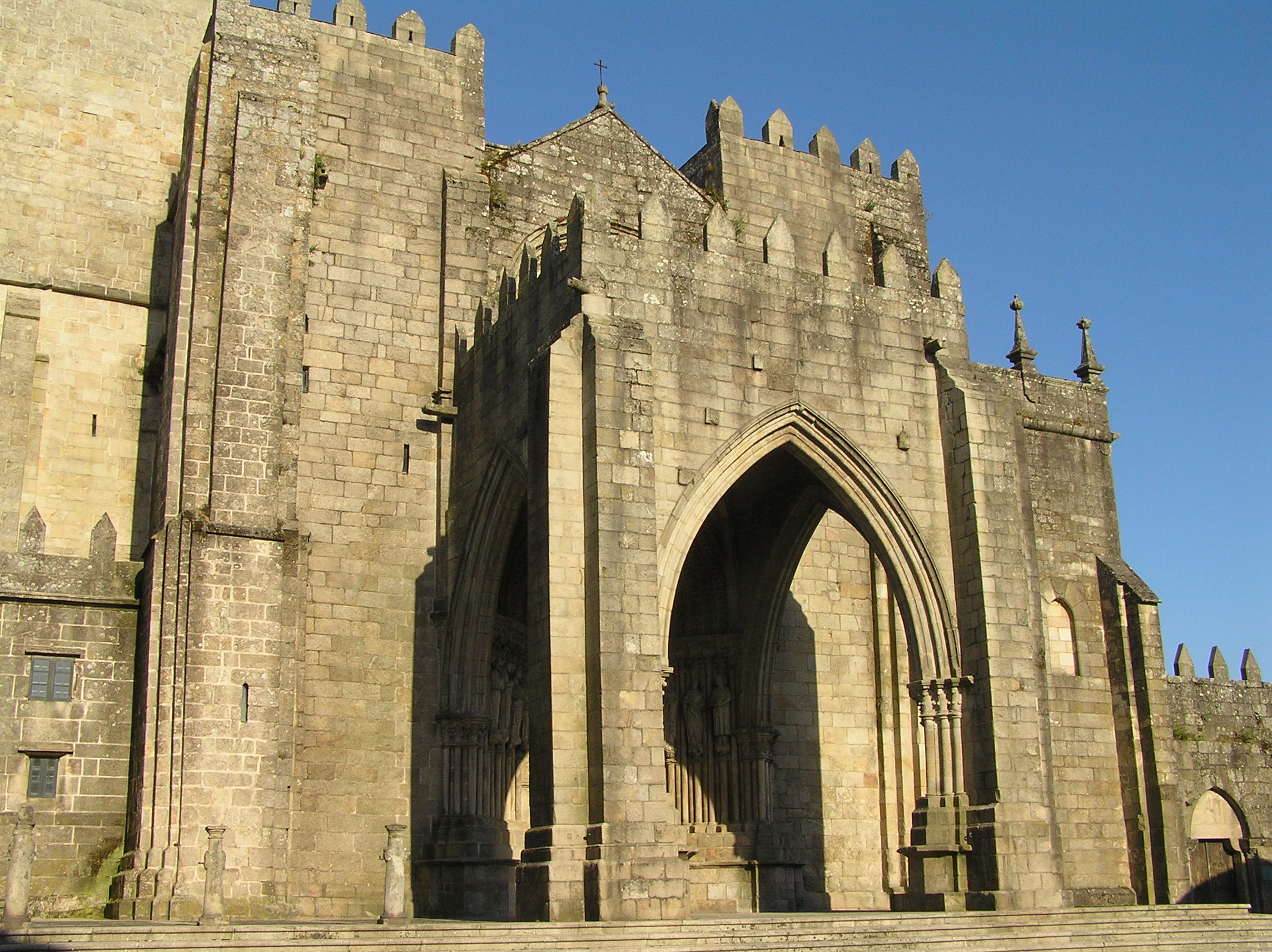
Fachada ocidental gótica da catedral

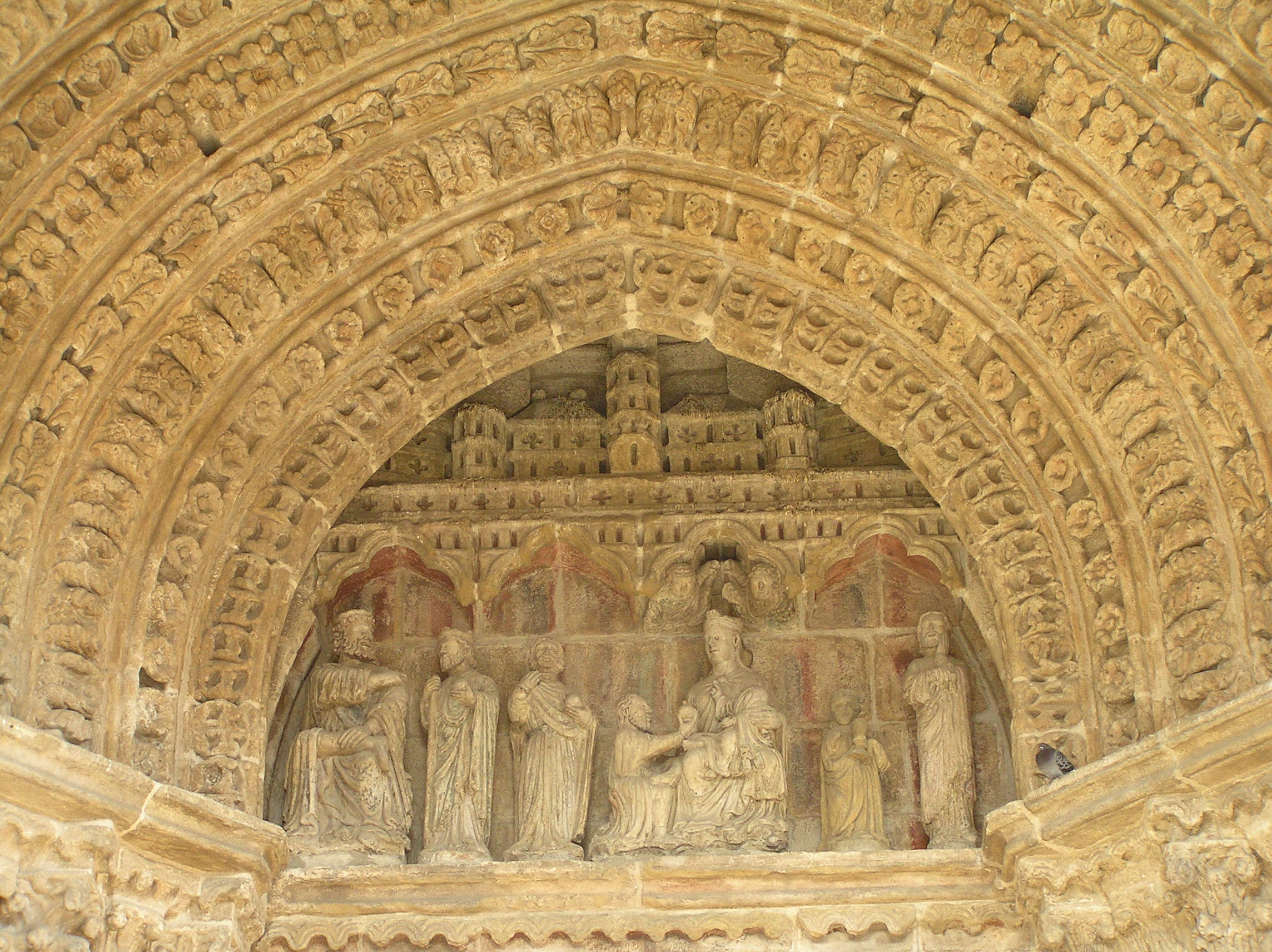
Tímpano gótico da portada ocidental que representa a Adoração dos Reis Magos

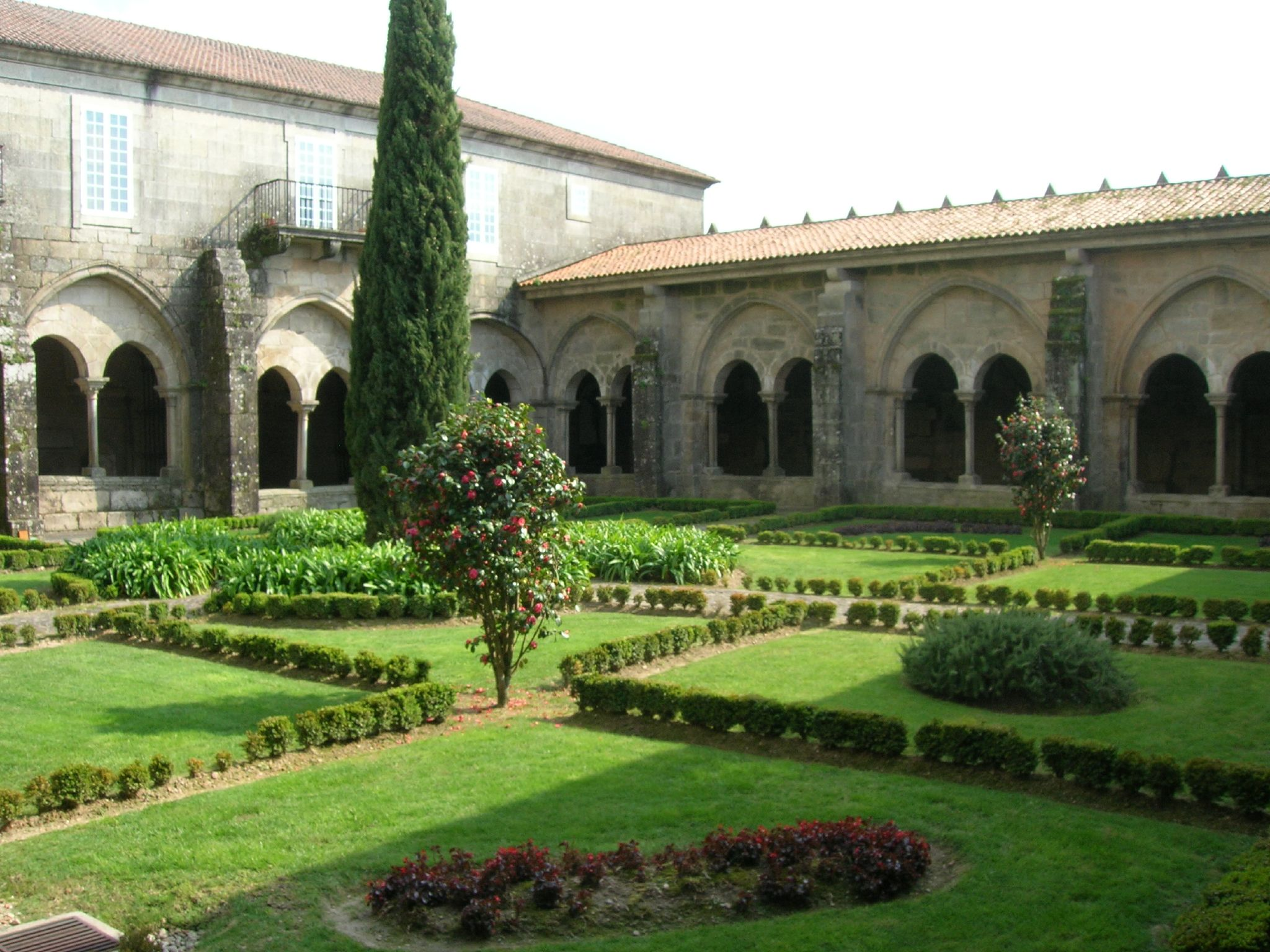
Claustro gótico da Catedral

A Catedral de Santa Maria de Tui está situada na cidade de Tui, na Galiza. Pertence à Diocese de Tui-Vigo. Durante a dominação sueva da Península Ibérica, Tui converteu-se em sede episcopal e a construção da catedral foi iniciada no século XII, aproximadamente em 1120 e foi terminada em 1180, em plena época do estilo românico. Neste estilo conserva-se a planta, a portada norte e a iconografia dos capitéis. Também contém elementos de estilo gótico  na fachada principal, datada aproximadamente de 1225. Este dado tem importância, já que seria a primeira construção de estilo gótico de toda a Península Ibérica.
A catedral é o máximo expoente do patrimônio artístico de Tui. Situa-se na parte mais alta da cidade, na coroa do antigo castro de Tide, que deve ter existido antes do início da era cristã.
É um Bem de Interesse Cultural desde 1931.

## Pórtico Real
Situado na fachada oeste, com iconografia de meados do século XIII. Tem oito pares de colunas com estátuas de São João, São Pedro, Isaías, Moisés, Daniel, Jeremias (ou talvez Berenguela) e Fernando II de Leão e Urraca de Portugal.
No tímpano desta fachada podem ser contempladas as seguintes cenas (Ver imagem à direita):
- Adoração dos Pastores (num plano inferior).
- No centro, os Reis Magos levam presentes a Jesus.
- Representação da Jerusalém celeste.

## Interior
No interior da catedral pode-se ver:
- Retábulo da expectação.
- Altar relicário.
- Órgão.

Estes dois últimos são do século XVIII.
- Coro realizado em 1699 pelo leonês Francisco Castro Canseco com decorações alusivas à vida de São Telmo, padroeiro da cidade.
- Museu da Catedral. Com uma grande coleção de arte sacra em que se destaca uma Virgem com o Menino do século XIV e uma imagem da Virgem Prenhada
- Cálice de coco (século XV).
- Talha da Virgem da Patrona (século XIV).
- Fragmento de Retábulo Maior (1520).
- O claustro, é o único gótico conservado originalmente em toda a Galiza. Foi construído no século XIV com arcadas ogivais e abóbada de cruzaria.
- Sala capitular românica (século XII).
- Torreão dos Soutomaior.

## Capelas
- Maior
- Do Sacramento
- De San Telmo